# Godło Adygei

Godło Adygei

Godło Adygei ma formę okrągłą. W centralnej części, na niebieskim tle znajduje się na nim wizerunek jeźdźca skaczącego na ognistym rumaku nad szczytami gór. Jest nim Sausryk - bohater wspólnego dla wielu narodów Kaukazu Eposu o Nartach. Jeździec trzyma w ręku pochodnię, którą zabrał bogom i ma dać ludziom. Nad jeźdźcem znajduje się 12 złotych gwiazd, symbolizujących liczbę plemion, walczących w XIX w. o niezależność.
W dolnej części godła znajdują się: tradycyjny stół, a na nim chleb i sól, a poniżej, w półkolu otaczającym godło: liście dębu i klonu, kłosy pszenicy i kolby kukurydzy.
W górnej części godła, półokręgiem przebiega napis cyrylicą z nazwą kraju w językach adygejskim: Адыгэ Республик i rosyjskim: Республика Адыгея. Pomiędzy nimi znajduje się złota gwiazda.
Godło w tej formie zostało przyjęte przez Radę Najwyższą Republiki Adygei 24 marca 1992 r. Jego autorem jest Doblet Muchadżeriewicz Mierietuchow.
Ten sam jeździec, bohater Eposu o Nartach jest także centralnym elementem godła separatystycznej gruzińskiej republiki Abchazji.